# Rosans
Rosans – miejscowość i gmina we Francji, w regionie Prowansja-Alpy-Lazurowe Wybrzeże, w departamencie Alpy Wysokie.

## Demografia
Według danych na rok 1990 gminę zamieszkiwało 506 osób, a gęstość zaludnienia wynosiła 16,65 osób/km². W styczniu 2015 r. Rosans zamieszkiwało 513 osób, przy gęstości zaludnienia wynoszącej 16,88 osób/km².